# Piper PA-18 Super Cub
Piper PA-18 Super Cub er et tosædet, enmotors monoplan. Det blev introduceret i 1949 af Piper Aircraft, var en videreudvikling af Piper PA-11, og kan følge sine rødder bagud gennem Piper J-3 Cub tilbage til Taylor E-2 Cub fra 1930'erne. Igennem næsten 40 års produktion blev der bygget over 9.000 fly. Super Cubs kan stadig ofte træffes, i brug som f.eks. bush fly, til at slæbe reklamebannere og som slæbefly for svævefly.

## Design og udvikling
Selv om flyet er baseret på designet fra de tidligere Cubs, gør tilføjelsen af et elektrisk anlæg, flaps (i 3 trin), og en betydeligt kraftigere motor (150 hk), Super Cub til et meget anderledes fly at flyve. Selv om en "standard" Super Cub allerede havde en 150-hk (112 kW) Lycoming motor, er det ikke usædvaneligt at se dem med en 160-hk O-320-B2B, eller endda en 180 hk (134 kW) Lycoming O-360 motor. Flyets effektive vinge og den kraftige motor gjorde Super Cub velegnet til at operere på ski eller på pontoner som søfly. Der blev endda produceret en agrikulturel version, PA-18A, som enten kunne fungere som sprøjtefly eller sprede tørstof.
Super Cub beholdt den simple "rag and tube" (stof udspændt over en ramme af stålrør) byggemetode, som også blev anvendt i de tidligere Cubs.
De første "Super" Cubs havde flaps, to brændstoftanke og en Lycoming O-235 motor, der leverede 108 hk (115 hk kortvarigt, for takeoff). Der kunne også købes en variant uden flaps, med en 90 hk Continental motor, og kun een vingetank. Tomvægten var, afhængigt af variant, 800–1000 lb. og med en max. vægt på 1.500 lb. Disse Cubs kunne lette på cirka 400 fod (ved fuld vægt) og lande på cirka 300 fod, takket være flapsene: Super Cub er berømt for sin evne til at starte og lande på meget korte baner. De første Super Cubs skulle have haft et unikt firehjuls-tandem understel, designet til start og landing på ujævnt terræn, men dette blev opgivet og erstattet med et konventionelt halehjulsunderstel. En ny version havde en Lycoming O-290 motor med 135 hk; denne Cub kunne lette på kun 200ft. (ca. 60 m). Landingen forblev den samme, med omkring 400ft. (120 m), eller 300 ft. (90 m) med flaps. Blev der installeret en Lycoming O-320 med 150–160 hk, ville Cub'ens max. tilladte vægt stige til 1.750 lb. - og den kunne stadig lette med fuld last på 60 m.

## Operationel historie

### Bush fly
PA-18 har en yderst dedikeret fanskare blandt bushpiloterne, og der er udviklet mange modifikationer til flyet i denne rolle; så mange, at det kan være vanskeligt at finde et umodificeret, originalt flystel. Blandt modifikationerne finder man: udvidede bagagerum længere bagud i skroget, nogen af dem i to lag, eksterne bagagekapsler, eksterne brændstoftanke, tømmerholdere (så man kan transportere byggematerialer), større (24 eller 30 gallons) vingetanke, forlænget landingsstel (for at give propellen mere frigang i meget ujævnt terræn), kraftigere fjedre i halehjulet, et lille tredje sæde i bagagerummet, og letvægts generatorer og -startere. Der er også mulighed for at flytte akkumulatoren fremad, for at reducere trykket på halehjulet og give kortere take-off distance, forskellige halefinner med større areal, forlængede flaps, forskellige vingetipper, vortex generatorer på forkanten af vingerne, tilføjelse af en constant-speed propel, og endda flytning af det elektriske panel fra styrbords vingerod til instrumentpanelet - for at mindske risikoen for en brand ved et crash.
Den absolut mest almindelige modifikation er "bush wheels", store, bløde, lavtryks ballondæk der kan absorbere slag og stød fra sten, grene, huller etc., og som ikke synker ned i sand, grus og mudder, og dermed tillader start og landing fra dårlige flyvepladser, eller helt uden for forberedte landingspladser.

### Danmark
Hæren oprettede "Artilleriflyvebatteri Vandel" i 1958; Flyvevåbnets fly, der var afhængige af lange betonstartbaner, var for langt fra Hærens behov. Artilleriflyvebatteriet hørte under 4. feltartilleriregiment i Varde, men havde base på Flyvestation Vandel. Artilleriofficerer fløj små højvingede propelfly, der kunne operere fra en pløjemark. Flyene skulle dirigere ilden fra de langtrækkende kanoner.
Skandinavisk Aero Industri udviklede KZ-X til formålet, men efter nogle styrt - halen blev revet af under flyvning - blev KZ-X opgivet. Danmark modtog derefter 16 stk. Piper L-18 Super Cub som våbenhjælpsfly fra USA. 
Tre Cubs var allerede havareret, men i April 1968 nedbrændte hangarerne med 11 fly. Kun to Super Cup overlevede. Hæren lånte derefter Flyvevåbnet's KZ VII som var ved at udgå som skolefly, og brugte disse i næsten 10 år. 

## Varianter

### Civile varianter
PA-18 Super Cub
Prototype og produktionsvariant forsynet med en 95 hk Continental C-90-8F motor, undertiden benævnt PA-18-95.
PA-18-105 Super Cub
Produktionsvariant forsynet med en 105 hk Lycoming O-235-C1 motor og et større haleplan.
PA-18-105 Special
Særlig variant bygget i 1952 og 1953 for "Civil Air Patrol" som skolefly, med horn-balancerede højderor og sæder indrettet til faldskærme.
PA-18-125 Super Cub
Erstatning for PA-18-95 med flaps og horn-balancerede højderor, med en 125 hk Lycoming O-290-D motor, og i nogen tilfælde metalpropel med variabel stigning.
PA-18-135 Super Cub
Variant med en 135 hk Lycoming O-290-D motor, og to vingetanke som standard.
PA-18-150 Super Cub
1954 variant med en 150 hk Lycoming O-320.
PA-18-180 Super Cub
Eksperimentel variant med en 180 hk Lycoming O-360 motor, en enkelt bygget i 1980 af Piper. Andre fly har fået en anden motor under et "Supplemental Type" certifikat.
PA-18A
Agrikulturelt fly, beregnet som sprøjtefly (faste og flydende stoffer), og med et ændret skrog for at have plads til en tank på bagsædets plads.
PA-18S
Designation for produktionsfly udstyret med pontoner.
PA-18AS
Et lille antal sprøjtefly udstyret med pontoner.

### Militære varianter
PA-19 Super Cub
Originalt navn for den militære variant af Super Cub. Kun tre bygget, alle øvrige militære fly blev kaldt PA-18.
L-18C Super Cub
Militært navn for PA-18 Super Cub i United States Army, forsynet med en 95 hk (71 kW) Continental C90-8F motor. 838 stk. blev leveret, mindst 156 af disse blev sendt til andre lande under MDAP-programmet.
YL-21 Super Cub
To Super Cub 135 til evaluering af United States Army.
L-21A Super Cub
Militær designation for Super Cub 125, forsynet med en 125 hk (92 kW) Avco Lycoming 0-290-II motor, 150 stk. leveret.
L-21B Super Cub
Militær designation for Super Cub 135, forsynet med en 135 hk (101 kW) Avco Lycoming 0-290-D2 motor, 584 stk. leveret, mange af disse til andre lande under MDAP programmet, re-designeret U-7A i 1962.
TL-21A
Et antal L-21A koverteret til skolefly.
U-7A Super Cub
1962 redesignation af L-21B.

## Operatører

### Militære operatører
Belgien
- Den Belgiske Hær (nederlandsk: Landcomponent, fransk: Composante terre) - 36 stk. L-18C benyttet i årene 1952-1969 og 6 stk. L-21B i årene 1975-1997[10]

 Danmark
- Artilleriflyvebatteri Vandel - 16 stk. L-18C. De fleste ødelagt ved en brand 1968. Det sidste fly bliver benyttet civilt som OY-AZZ og flyves nu af nuværende og tidligere hærpiloter.[4]

 Holland
- Den Hollandske hær (Royal Netherlands Army, nederlandsk: Koninklijke Landmacht (KL)) - 59 stk. L-18C, 18 stk. L-21A (+et fly til reservedele) og 78 stk. L-21B.[11]

 Iran
- Det iranske luftvåben (Imperial Iranian Air Force (IIAF)) - ingen data

 Israel
- Israels Luftvåben (Heyl Ha'Avir hebraisk: זרוע האוויר והחלל, Zroa HaAvir VeHaḤalal) - 100 stk. PA-18-150, leveret 1956 - 68 og kaldt 'Cheevayee' ("Fiskeørn") - udmønstret 15 Juni 2003, de overlevende fly solgt civilt.[12]

 Italien
- Italian Army[9][13] - ingen data

 Japan
- Japan Ground Self-Defense Force[9] - ingen data

Katanga
- Katangas Luftvåben (Force Aérienne Katangaise)[14] - ingen data

 Nicaragua
- Nicaraguas Luftvåben (Nicaraguan Air Force, spansk: Fuerza Aérea de Nicaragua, FAN) - 10 stk. PA-18, leveret i 1966. Flyene er tilsyneladende stadig i brug.[15]

 Norge
- Det norske luftvåben (norsk: Luftforsvaret) - 16 stk.L-18C, leveret i Maj 1955. Udmønstret 1992. To fly på museum.[16]

 Portugal
- Det Portugisiske Luftvåben (Portuguese Air Force; portugisisk: Força Aérea Portuguesa, FAP) 27 stk., nogle overført fra hæren.
- Den Portugisiske Hær (Portuguese Army; portugisisk: Exército Português) - 22 stk L-18 eller L-21B. [17]

 Schweiz
- Schweiz' Luftvåben (tysk: Schweizer Luftwaffe; fransk: Forces aériennes suisses; italiensk: Forze aeree svizzere; rætoromansk: Aviatica militara svizra) - 4 stk. PA-18-150 gjorde tjeneste som V-653 til V-656, fra 1964 til 1975. V654 blev solgt civilt som HB-PAV, V655 som HB-PAW og V656 som HB-PAX.

 Sverige
- Den Svenske Hær (svensk: Svenska armén) - 29 stk. leveret mellem 1957 og 1964 og givet navnet 'Fpl 51'.[18]

 Tyrkiet
- Turkish Army [8] 97 stk L-18B (PA-11-95) i tjeneste 1950-197, 117 stk. L-18C (PA-18-95) i tjeneste 1951-73, og 125 L-21B (PA-18-135) i tjeneste 1953-79.[19]

 Tyskland
- Tysklands Luftvåben (Luftwaffe) - 39 stk (plus en defekt), benyttet fra 1956 til Marts 1980. [20]

 Uganda - antal ukendt, i brug mellem 1964 - 1970.
 Uruguay - 2 fly, i brug mellem 1955 og 1971.
 USA
- United States Air Force[8]
- United States Army [8]

 Østrig
- Østrigs Luftvåben (tysk: Österreichische Luftstreitkräfte) - 9 stk. i brug fra 1957 - 1965.[23]

### Civile brugere
South Africa
- Sky Messaging

 USA
- Alaska State Troopers
- U.S. Fish and Wildlife Service, Alaska
- U.S. Border Patrol ved den sydvestlige grænse til Mexico.

Herudover er flyet i brug dagligt som skolefly, slæbefly til svævefly, bushfly, til rekreativ flyvning etc. Det vides ikke hvor mange fly der endnu overlever. Alene i Danmark har der været registreret 39 Super Cub, af disse er ca. 9 stadigt flyvedygtige.

## Specifikationer (PA-18-150)
| Besætning:           | 1              |                                     |
| Kapacitet:           | 1 passager     |                                     |
| Længde:              | 22 ft. 7 in.   | 6,88 m                              |
| Højde:               | 6 ft. 8½ in.   | 2,02 m                              |
| Spændvidde:          | 35 ft. 2½ in.  | 10,73 m                             |
| Vingeareal:          | 178,5 sq.ft.   | 16,58 m²                            |
| aspect ratio:        | 7:1            |                                     |
| Vinge:               | USA 35B        |                                     |
| Tomvægt:             | 930 lb.        | 422 kg                              |
| Max. takeoff vægt:   | 1.750 lb       | 794 kg                              |
| Motor:               | Lycoming O-320 | luftkølet boksermotor               |
| Effekt:              | 150 hk         | 112 kW                              |
| Propel:              | 1 stk.         | 2-bladet                            |
| Max. fart:           | 113 knots      | 208 km/h, 130 mph ved havoverfladen |
| Marchfart:           | 100 knots      | 185 km/t, 115 mph (75% fuld effekt) |
| Stallhastighed:      | 38 knots       | 69 km/t, 43 mph, flaps nede         |
| "Never exceed" fart: | 132 kn         | 246 km/t, 153 mph                   |
| Rækkevidde:          | 399 NMI        | 735 km, 460 miles                   |
| Max.flyvehøjde:      | 19.000 ft      | 5.595 m                             |

### Citater
1. ↑  "Steep Climbing Air Horse For Farmers." Popular Mechanics, September 1950, p. 156.
2. ↑  Med et halehjulsunderstel ville det optionelle Whitaker tandem-understel gøre det svært at styre flyet på et fast underlag, hvorimod to store ballondæk lod flyet manøvrere som med standardhjul, og stadig have tilstrækkelig bæreevne på blødt underlag.
3. ↑  Wikipedia Besøgt 23/10 2016
4. 1 2 3  Draken Team Karup: Forsvarets fly Besøgt 23/10 2016
5. ↑  Draken Team Karup: Forsvarets fly Besøgt 22/10 2016
6. 1 2 3 4 5 6 7 8 9 10 11  Peperell 1987, pp. 69-78
7. ↑  "Supplemental Type Certificate SA92NW Installation of Lycoming 0-360 series engine, McCauley, Sensenich Propeller Manufacturing Co., or Sensenich Wood Propeller Co, Inc. propeller and associated hardware per Cub Crafters, Inc. Master Drawing List 101000-MDL, Revision U, dated February 27, 2004, or later FAA approved revision." (PDF). Federal Aviation Administration. 4. juni 2004. Arkiveret fra originalen (PDF) 8. juni 2011. Hentet 2010-03-06.
8. 1 2 3 4  Andrade 1979, p. 131
9. 1 2 3 4 5 6  Andrade 1979, p. 134
10. ↑  Aeroflight Besøgt 22/10 2016
11. ↑  Thunderstreaks Besøgt 22/10 2016
12. ↑  Aeroflight Besøgt 22/10-2016
13. ↑  "ANAE; La nostra storia". Arkiveret fra originalen 5. december 2014. Hentet 23. oktober 2016.
14. ↑  "Congo, Part 1; 1960-1963". ACIG. 2003. Arkiveret fra originalen 11. november 2014. Hentet 2013-08-09.
15. ↑  Aeroflight Besøgt 22/10 2016
16. ↑  Det Norske Flymuseum Arkiveret 19. august 2016 hos  Wayback Machine besøgt 22/10 2016
17. ↑  Wikipedia Besøgt 22/10 2016
18. ↑  Avrosys Besøgt 22/10 2016
19. ↑  Ole Nikolajsen Arkiveret 22. marts 2017 hos  Wayback Machine Besøgt 22/10 2016
20. ↑  Wikipedia besøgt 22/10 2016
21. ↑  Global Security Besøgt 22/10 2016
22. ↑  Aeroflight (Webside ikke længere tilgængelig) Besøgt 22/10 2016
23. ↑  Wikipedia Besøgt 22/10 2016
24. ↑  Dansk Civilt Flyregister Besøgt 22/10 2016
25. ↑  Taylor 1976, pp. 347–348.